# Datacasting
Datacasting (transmissão de dados) é a transmissão de dados por uma ampla área por meio de ondas de rádio. Na maioria das vezes se refere a informações complementares enviadas pelas emissoras de televisão junto com a televisão digital, mas também pode ser aplicada em sinais digitais na televisão analógica e rádio. Geralmente não se aplica aos dados que são inerentes ao meio, tais como dados PSIP que definem os canais virtuais para DTV ou sistemas de satélite de transmissão direta, ou a coisas como modem de cabo ou modem satélite, que usam um canal completamente separado para os dados.